# Yvo Dirk Havermans

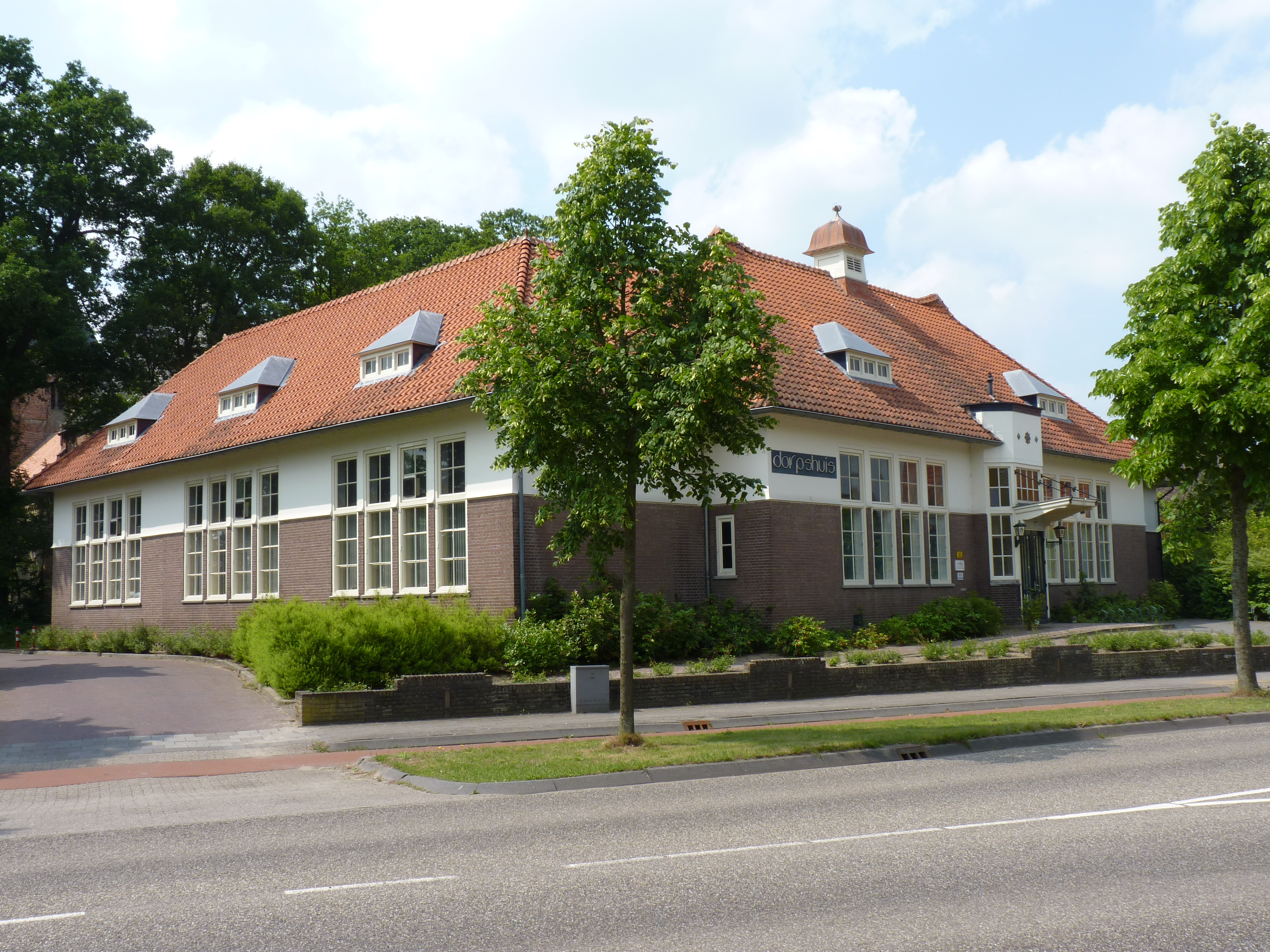
Vries, voormalige dorpsschool, 1915

Yvo Dirk Havermans (Gorinchem, 3 september 1888 – Den Haag, 22 januari 1945) was een Nederlandse architect.

## Leven en werk
Havermans was geboren als zoon van graanhandelaar Gerrit Havermans en Lijntje Francina Verheij. Na zijn studie in Rotterdam ging hij in 1912 werken voor de Asser architect Hendrik Enklaar Hzn. In 1914 nam hij diens kantoor over. Hij manifesteerde zich als een idealistisch man. Zo was hij bestuurslid van de Asser afdeling van de Nederlandse Anti-Oorlogsraad (NAOR). Ook nam hij deel aan een prijsvraag van de Bouwvereniging Assen voor het ontwerpen van een complex arbeiderswoningen in wat later het Rode Dorp zou heten. Gaven zijn collega’s hun inzendingen abstracte namen mee als ‘Spoed’, ‘Zonnehof’, ‘BA in cirkel’ en ‘Economie’, Havermans gaf zijn ontwerp het actuele motto ‘Wereldbrand’. ‘Zonnehof’ en ‘Spoed’ bleken de jury meer aan te spreken dan de ‘Wereldbrand’ van Havermans. Later zou hij voor de Bouwvereniging Assen projecten aan de Talmastraat en in het Blauwe Dorp (Dahliastraat, Geraniumstraat en Resedastraat) realiseren. Beide hadden hetzelfde ontwerp, mogelijk heeft hij op deze manier ‘Wereldbrand’ alsnog gerealiseerd. Zijn instelling bleek ook uit zijn omgang met het werk van anderen. Zo benaderde het gemeentebestuur van Roden hem met de vraag of hij advies kon geven of het ontwerp van de te bouwen schoolmeesterswoning aldaar van de hand van M.B. Bruins, misschien ook goedkoper uitgevoerd kon worden. In plaats van zichzelf naar voren te schuiven, verdedigde hij echter het ontwerp van zijn collega.
In zijn Asser periode was er weinig werk voor hem, onder meer vanwege de materiaalschaarste door de Eerste Wereldoorlog. Waarschijnlijk heeft Havermans daarom in 1920 zijn bureau naar Wassenaar verplaatst om zich daar te associëren met Johan Mutters, die in die omgeving een veelgevraagd architect was. Van een samenwerking van de twee is lijkt niets terechtgekomen te zijn. Het vervolg van zijn carrière had iets rusteloos. In Wassenaar en later in Den Haag kreeg hij nog regelmatig opdrachten uit Drenthe. In 1925 kondigde hij in het vakblad plannen aan voor een ‘Autopalace’ en een ‘Flatbouw’, projecten die waarschijnlijk niet gerealiseerd zijn. Tussen 1926 en 1930 was hij in Oosterbeek bedrijfsleider van de N.V. Oosterbeeksche Meubelfabriek L.O.V. De letters stonden voor Labor Omnia Vincit (Arbeid Overwint Alles). Het bedrijf werkte vanuit idealistische principes waarbij Havermans zich ongetwijfeld thuis zal hebben gevoeld. Hij leidde ook de wederopbouw van het bedrijf na een brand. Toch vertrok hij ook hier weer na een paar jaar om zich weer in Den Haag als architect te vestigen. Waarschijnlijk gedwongen door de crisisjaren ging hij in 1934 als inkoper bij het Rijksinkoopbureau aan de slag. Daar bleef hij werken tot hij in 1945 overleed als gevolg van de Hongerwinter.

## Ontwerpen
In Assen vallen vooral het graanpakhuis van de firma G.J. de Waard op, vanwege de betonskeletbouw, wat in die tijd in Assen nog vrij ongebruikelijk was. Havermans liet aan de zijkanten en de achterkant de betonstructuur in het zicht, ook was de topgevel van het pakhuis opmerkelijk - deze bestond uit een grote en een kleine driehoek, waarmee de ontwerper leek te willen aansluiten bij de elementen van de herenhuizen aan de Vaart. Een ander hoogtepunt waren de 20 middenstandswoningen aan de Oosterhoutstraat en Parkstraat. Deze zijn wel becommentarieerd als een ter plaatse ‘spectaculair voorbeeld van een vergaande afstemming van architectuur en stedenbouw’.
In de rest van de provincie hield Havermans zich voornamelijk bezig met scholenbouw. Hij bouwde scholen in Beilen, Hoogeveen en Vries en realiseerde tal van verbouwingen van scholen elders in Drenthe. De school in Beilen was bewust modern ontworpen, terwijl de school in Hoogeveen wat traditioneler was ontworpen en enige gelijkenis vertoonde met de middenstandswoningen in Assen. Beide gebouwen zijn afgebroken. De school in Vries vertoont wel enige gelijkenis met zijn ontwerp voor een dorpsschool waarmee hij in 1913 een prijsvraag won. In Voorburg maakte hij enige naam met het landhuis de Witte Raaf in Park Vronesteyn, dat naar verluidt het eerste ‘sinvermyhuis’ in Nederland was (een huis waar sinvermy bakstenen voor gebruikt werden).

## Werken (selectie)
- 1915 Nieuwe Rijksweg 4 in Vries Openbare lagere school (R)
- 1916 Vaart N.Z. 58 graanpakhuis G.J. De Waard (G)
- 1916 Julianastraat 9 herbouw fabriekspand Godschalk na brand
- 1917 Talmastraat (afgebroken) 3 blokken met 20 woningen
- 1920 Dahliastraat, Geraniumstraat en Resedastraat (afgebroken) 9 blokken met 35 woningen
- 1921 Oosterhoutstraat/Parkstraat 3 blokken met 20 woningen, hoekblokken (R), blok Oosterhoutstraat (G)
- 1922 Bentinckslaan in Hoogeveen (afgebroken) Christelijke lagere school
- 1922 Molenstraat in Beilen (afgebroken) Christelijke lagere school met onderwijzerswoning
- 1923 Oosterhoutstraat (afgebroken) verbouwing en uitbreiding Dr. De Visserschool
- 1924 Parkweg 212-216 in Voorburg woonhuizen en winkelhuis
- 1925 Park Vronesteyn 53 in Voorburg woonhuis
- 1928 Jan van Embdenweg in Oosterbeek (afgebroken) herbouw fabriekspand L.O.V. na brand

R = rijksmonument, G = gemeentelijk monument.

## Afbeeldingen

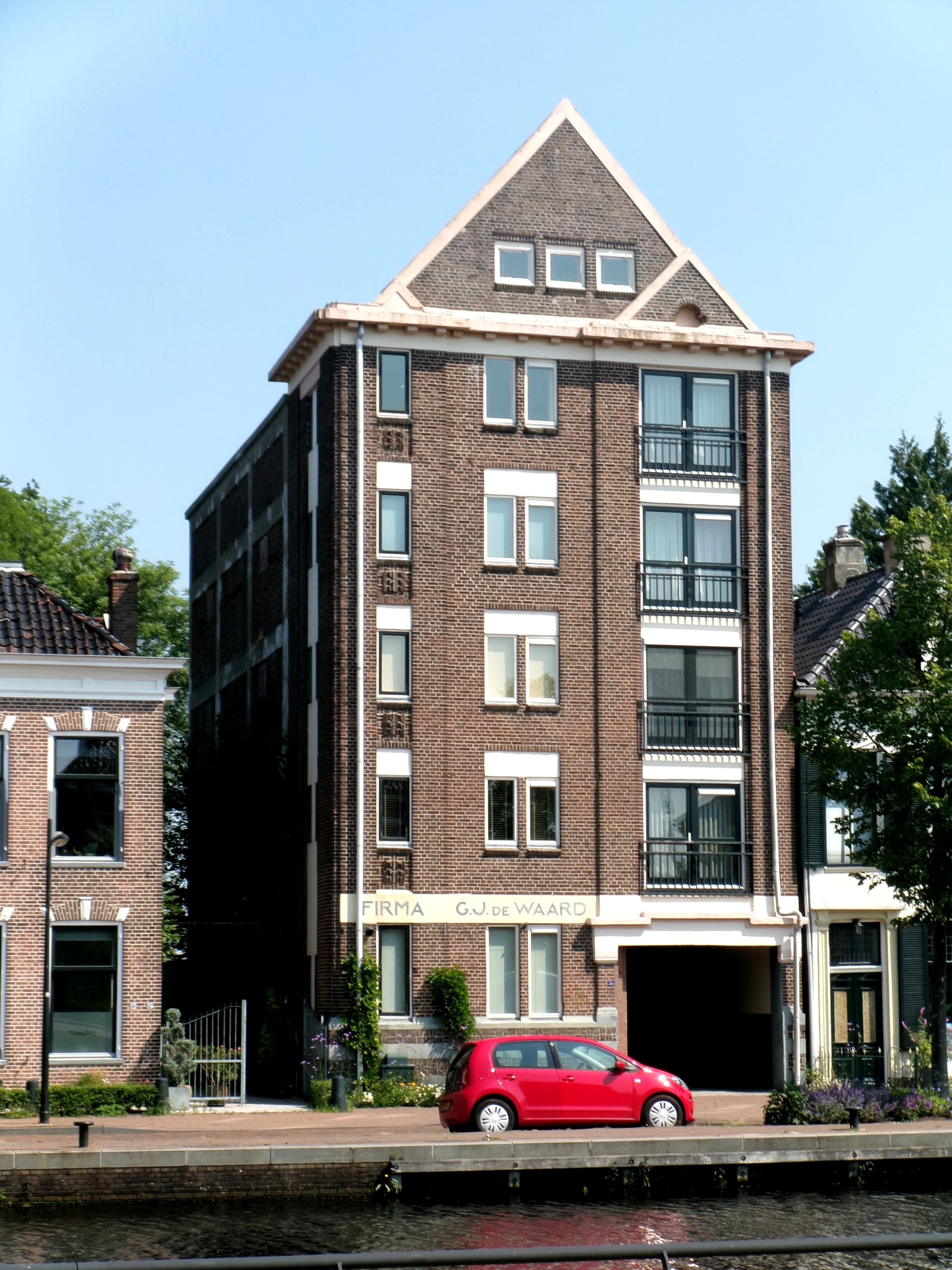
Voormalig graanpakhuis van de fa. G.J. de Waard, Vaart Noordzijde, Assen
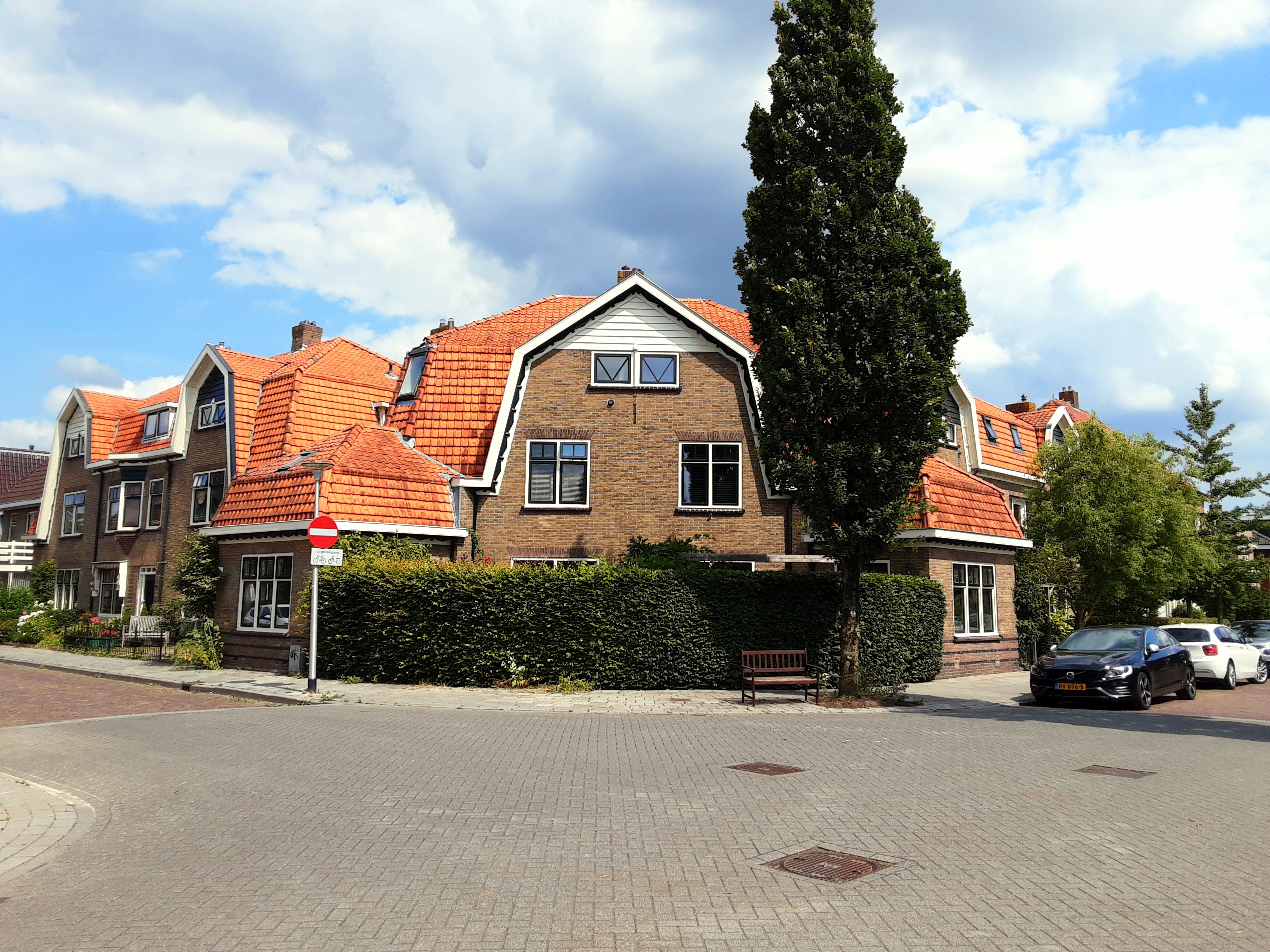
20 Middenstandswoningen aan de Oosterhoutstraat, Assen
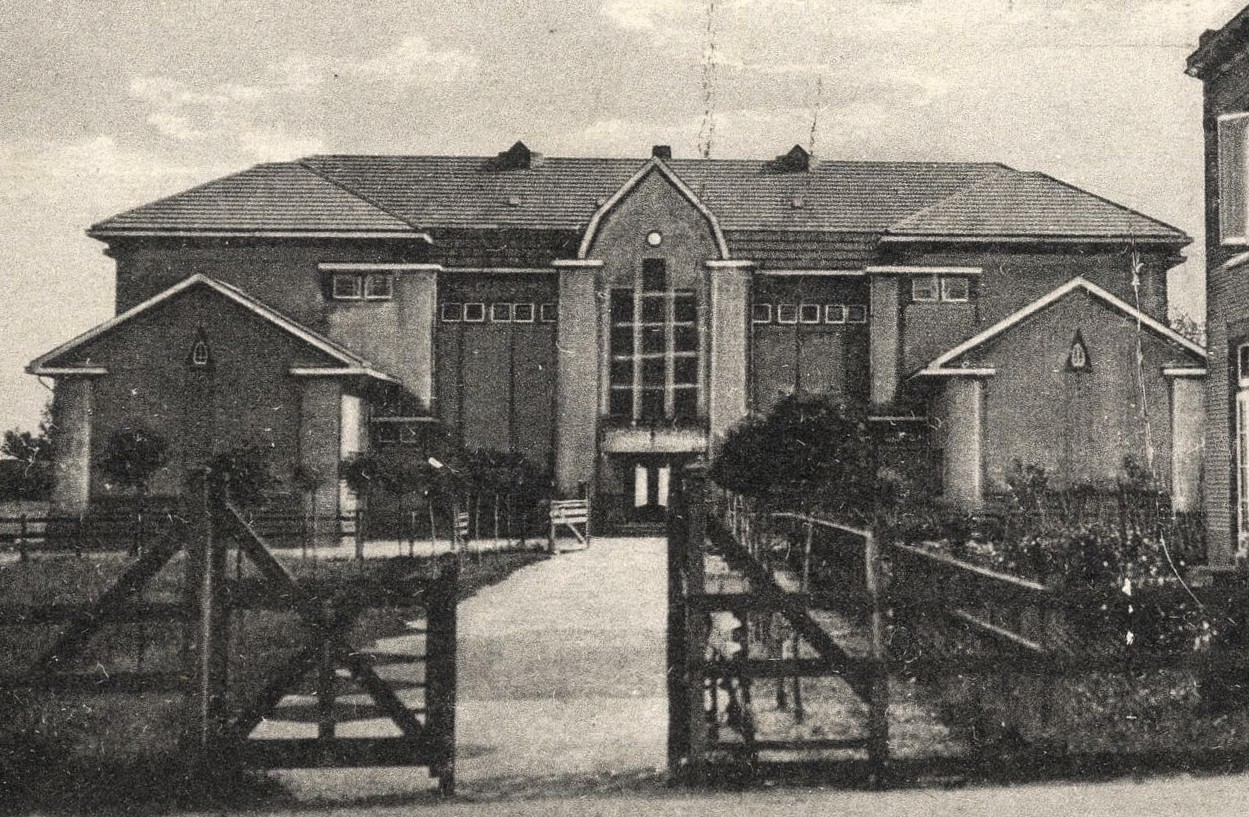
School aan de Bentinckslaan, Hoogeveen (afgebroken)
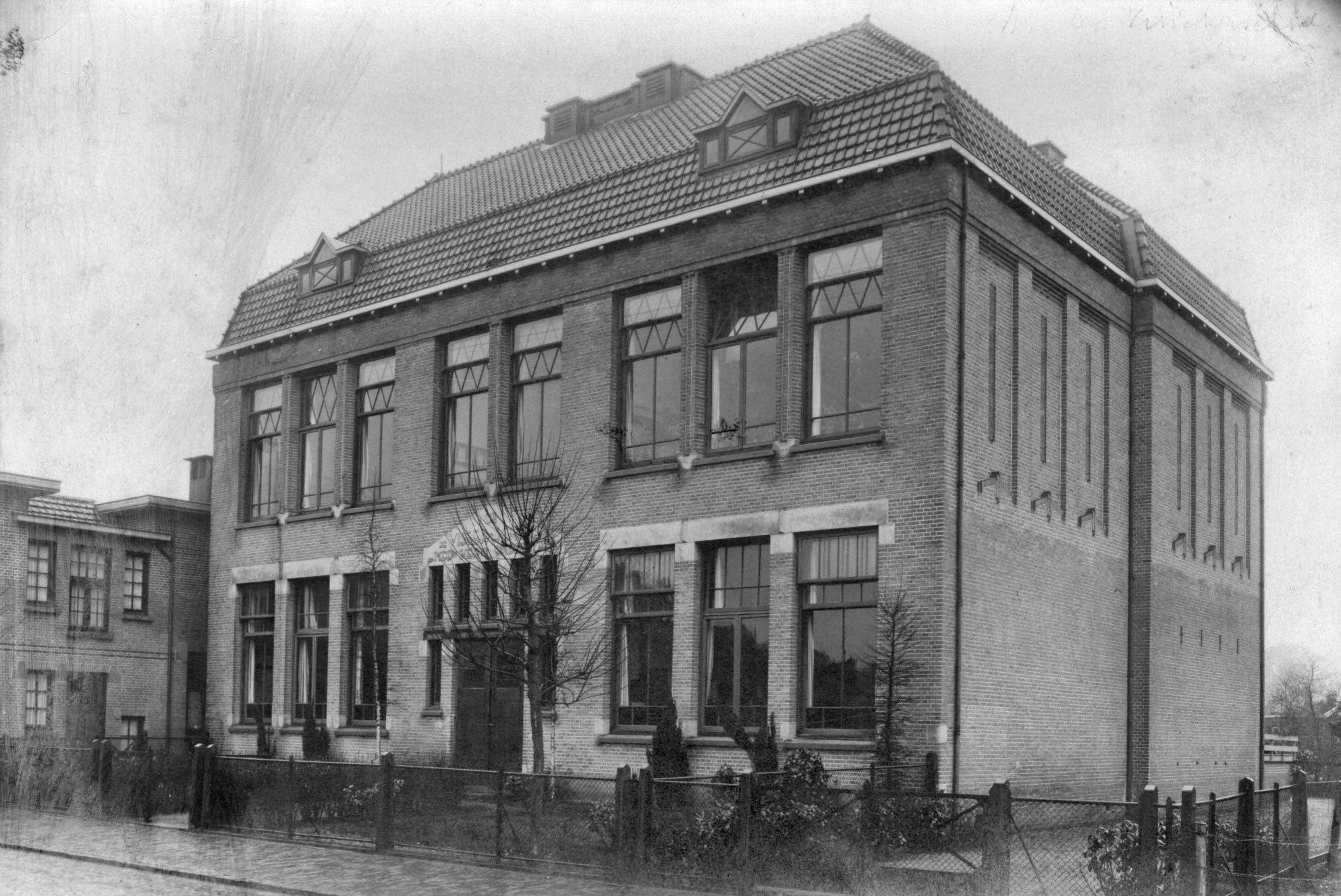
Mr. de Visserschool aan de Oosterhoutstraat, Assen (afgebroken)
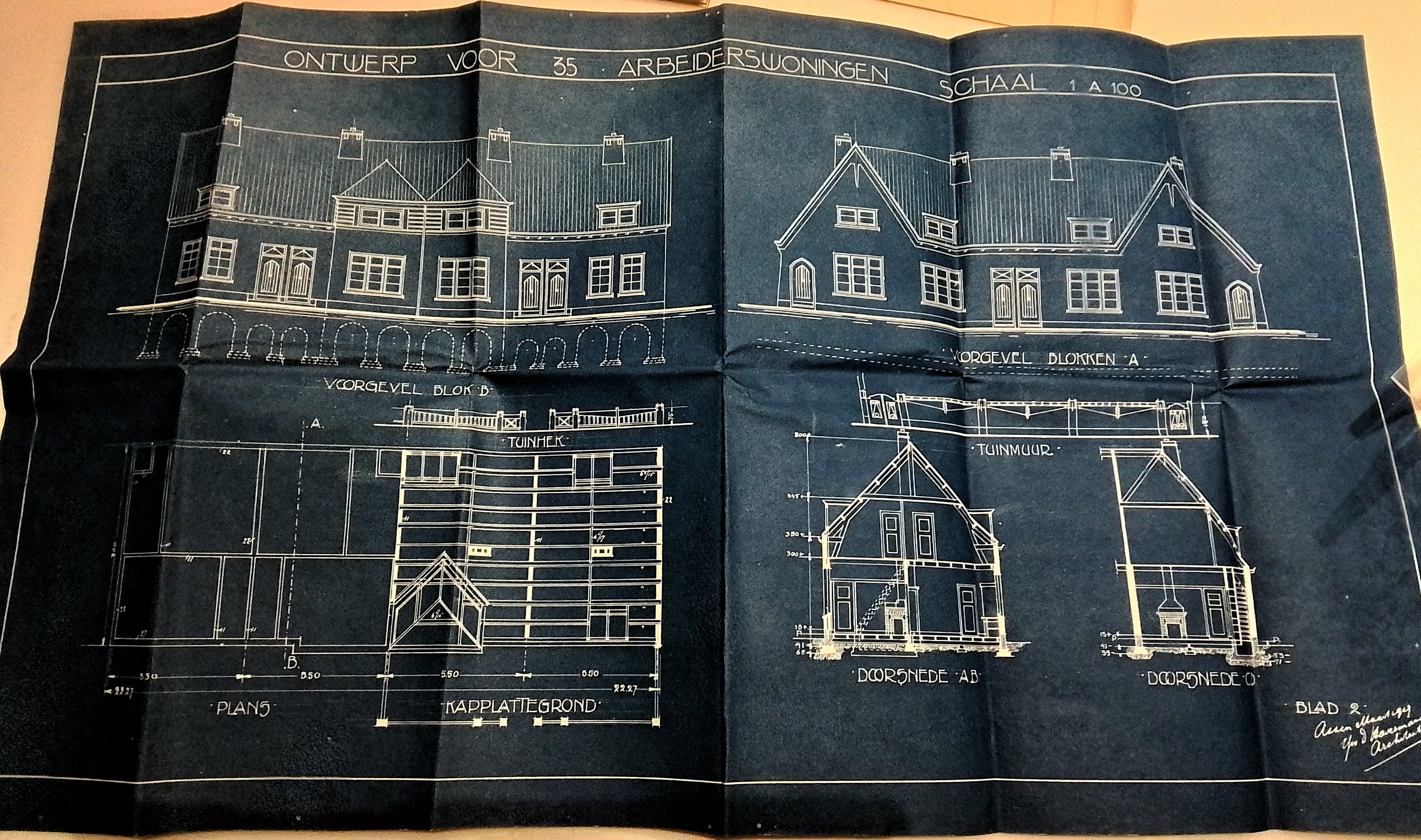
Bouwtekening van de woningen aan de Resedastraat, Violenstraat en Dahliastraat, Assen (afgebroken)
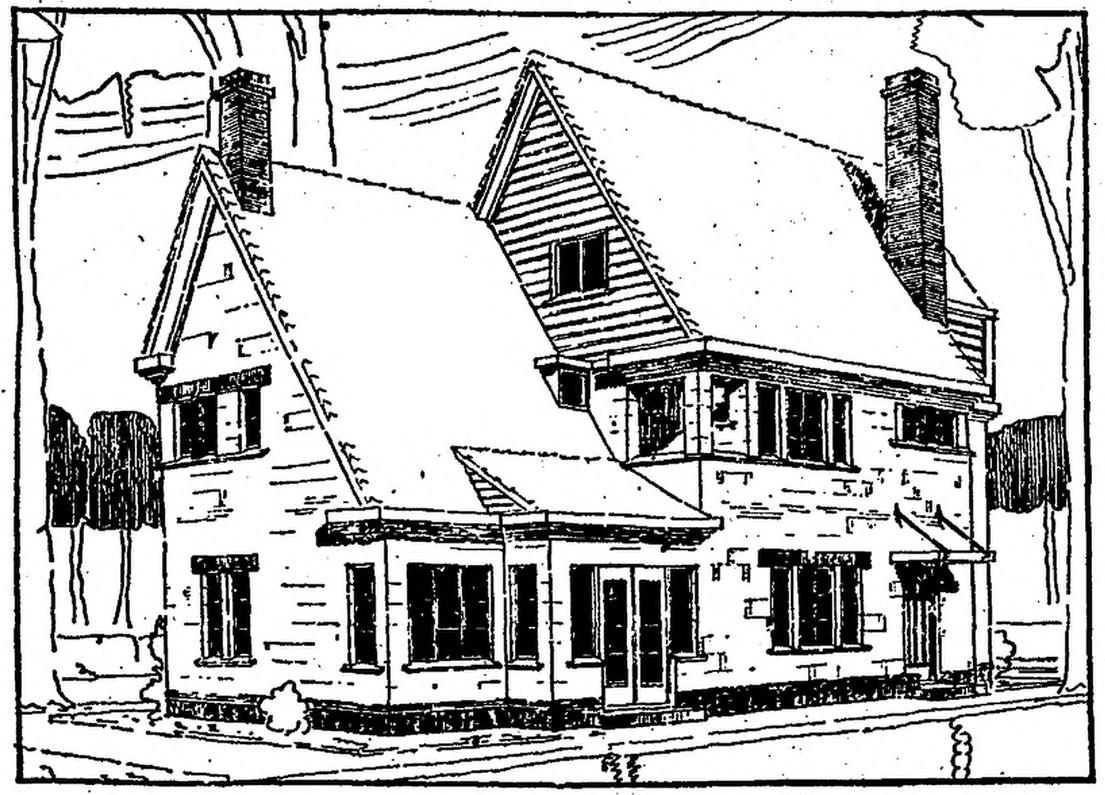
Landhuis de Witte Raaf aan Park Vroneysteyn 53 in Voorburg